# جورامي عملاق
الجورامي العملاق (الاسم العلمي:Osphronemus goramy) (بالإنجليزية: Giant gourami)‏ هو نوع من الأسماك يتبع جنس الجورامي من الفصيلة الجورامية. موطنها الاصلي الصين وجاوة وماليزيا وشرق الهند ويتواجد في الأماكن حيث يتحرك الماء بشكل بطيئ، ويعتبر مصدر غذاء مهم للسكان في هذه الأماكن.
الجورامي العملاق هو الأكبر في فصيلته، قوي كبير وسمك رهيب للاحتفاظ به، سمكة مذهلة عندما تكبر، في البرية أبلغ مواطنون عن أطوال تصل إلى 60 سنتيمتر (24 بوصة) ويعتقد بأنه يمكن أن يصل إلى 70 سنتيمتر (28 بوصة)، تجاريا تباع عادة في أحجام بين 4 و8 سنتيمتر، ونادرا ما تصل في الأسر إلى أكثر من 40 سنتيمتر (16 بوصة). في صغرها تكون الوانها تكون بين الأسود والذهبي، وكلما تقدمت في العمر يتحول اللون إلى الزهري وأحيانا الأسود.
ينمو ليصبح سمك قوي وضخم جدا، يجعله سمك أليف ووسيم جدا. هذا السمك قد يتعرف علي اصحابه ومن الممكن أن تكون قادر على ملاعبتهم. يحتاج لحوض سمك كبير جدا، وبسبب شهيتهم يضع ذلك حملا على الماء والفلتر، ويتطلب ذلك تغيير ماء إسبوعي.
مثل أكثر أسماك هذه العائلة، يبني عشه أو فقاعته وتطفو على سطح الماء. البيض بالإضافة إلى صغار السمك يكونون أخف وزنا من الماء فيطوف على السطح.
مثل كل الجورامي يمكن لها ان تتنفس الأكسجين الجوي، تبتلعه من على سطح الماء، وبالعضو الخاص الذي يتصرف مثل الرئة يمكنهم البقاء في مياه مستنفذة الأوكسجين.